# Peripsychoda confraga
Peripsychoda confraga és una espècie d'insecte dípter pertanyent a la família dels psicòdids.

## Descripció
- Mascle: ulls separats per una faceta de diàmetre; sutura interocular en forma de "V" invertida; vèrtex 1-1,5 vegades l'amplada del pont ocular i amb els costats arrodonits; occipuci amb una projecció roma i membranosa; front amb una àrea pilosa i trapezoïdal; antenes de 0,91-0,92 mm de llargària i amb l'escap 2 vegades la mida del pedicel; tòrax amb un grup de petites varetes davant de l'espiracle anterior i que, probablement, fa la funció del patagi; ales d'1,60-1,72 mm de longitud i 0,62-0,65 mm d'amplada i amb la vena subcostal acabant lliure (no pas unida a R1); fèmur més llarg que la tíbia.
- La femella no ha estat encara descrita.[3]

## Distribució geogràfica
És un endemisme de Nova Guinea.